# نهائي كأس إفريقيا للأندية البطلة 1966
نهائي كأس أفريقيا للأندية البطلة 1966 هي النسخة الثانية من دوري أبطال أفريقيا. دخل المسابقة 13 فريقا بطلا لبلده وقد توج ستاد أبيدجان الإفواري بالكأس على حساب ريال بماكو المالي.وهذه هي المرة الثانية التي يخسر فيها فريق مالي للنهائي بعد النسخة الأولى التي خسرها الملعب المالي.

## الفرق
- ستاد أبيدجان ( ساحل العاج)
- ريال بماكو ( مالي)

## النهائي

### الذهاب
| ريال بماكو | 3–1   | ستاد أبيدجان |
| ---------- | ----- | ------------ |
|            | تقرير |              |

### الإياب
| ستاد أبيدجان | 4–1   | ريال بماكو |
| ------------ | ----- | ---------- |
|              | تقرير |            |